# Melanargia iranica
Melanargia iranica är en fjärilsart som beskrevs av Adalbert Seitz 1907. Melanargia iranica ingår i släktet Melanargia och familjen praktfjärilar. Inga underarter finns listade i Catalogue of Life.